# 格林贝尔特
格林贝尔特是美国马里兰州乔治斯王子县的一个城市。位于，面积6.34平方英里（16.42平方）。人口23,068人（2010年美国人口普查）。
该市是1930年代罗斯福新政时期联邦政府规划建设的三个绿色规划城镇之一，另外两个是威斯康辛州密尔沃基附近的格林代尔和俄亥俄州辛辛那提附近的格林希尔斯。
该市的大部分现在被列为历史区，于1980年列入国家史迹名录。

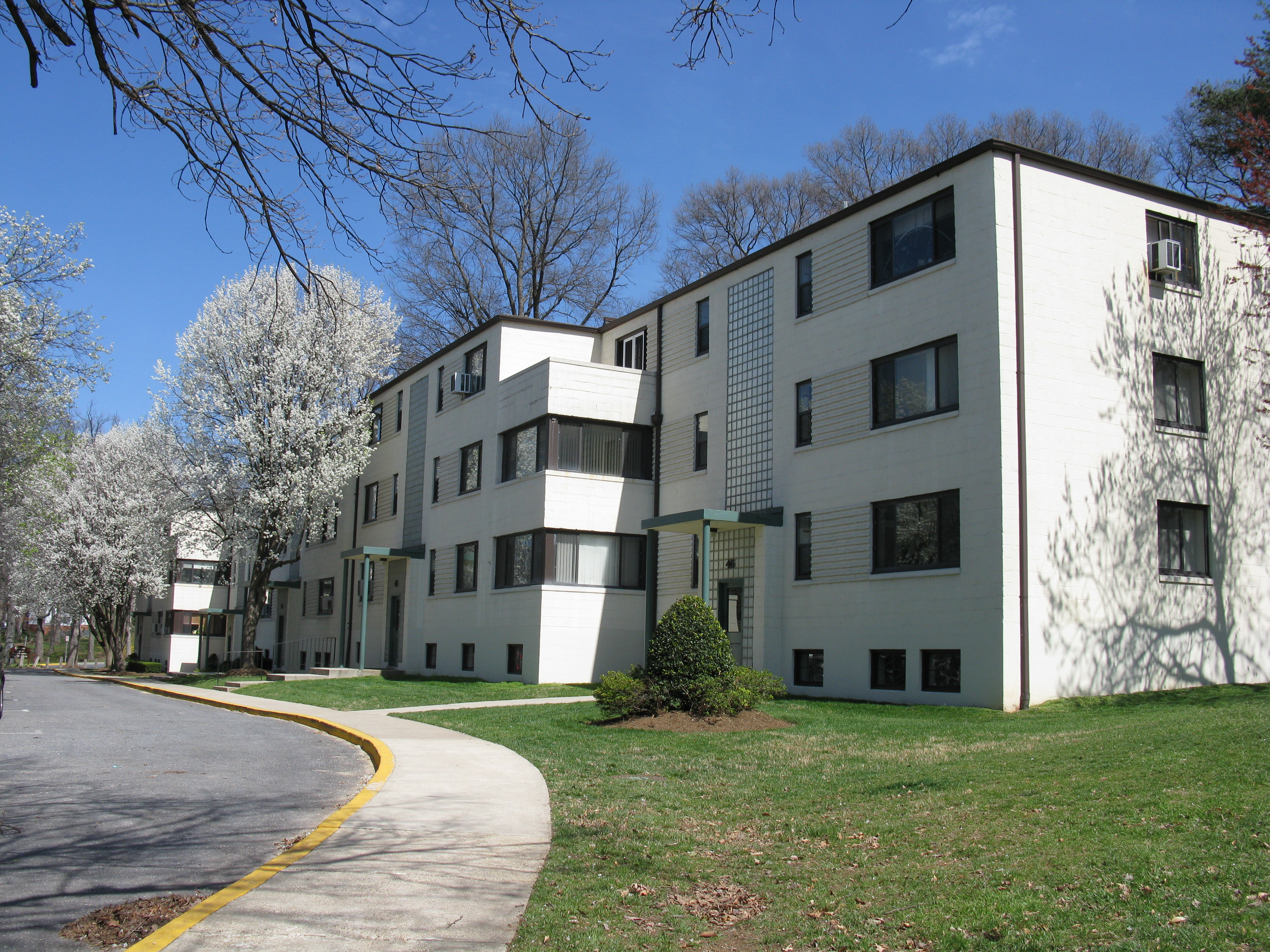
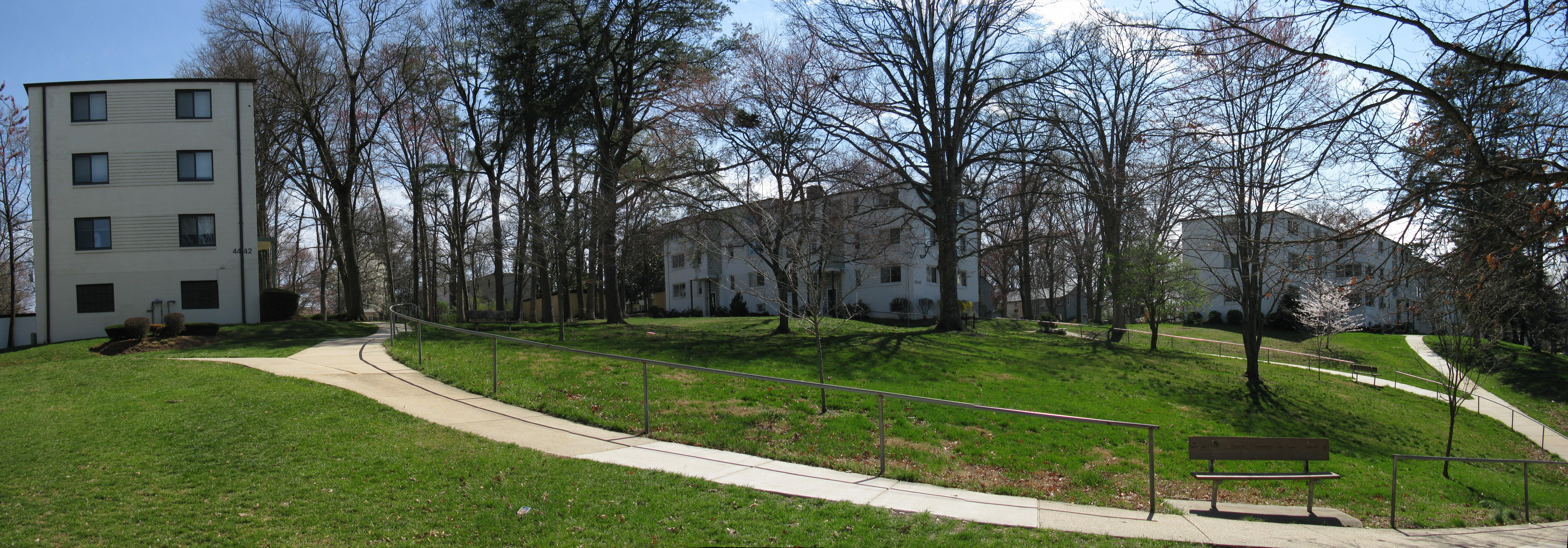
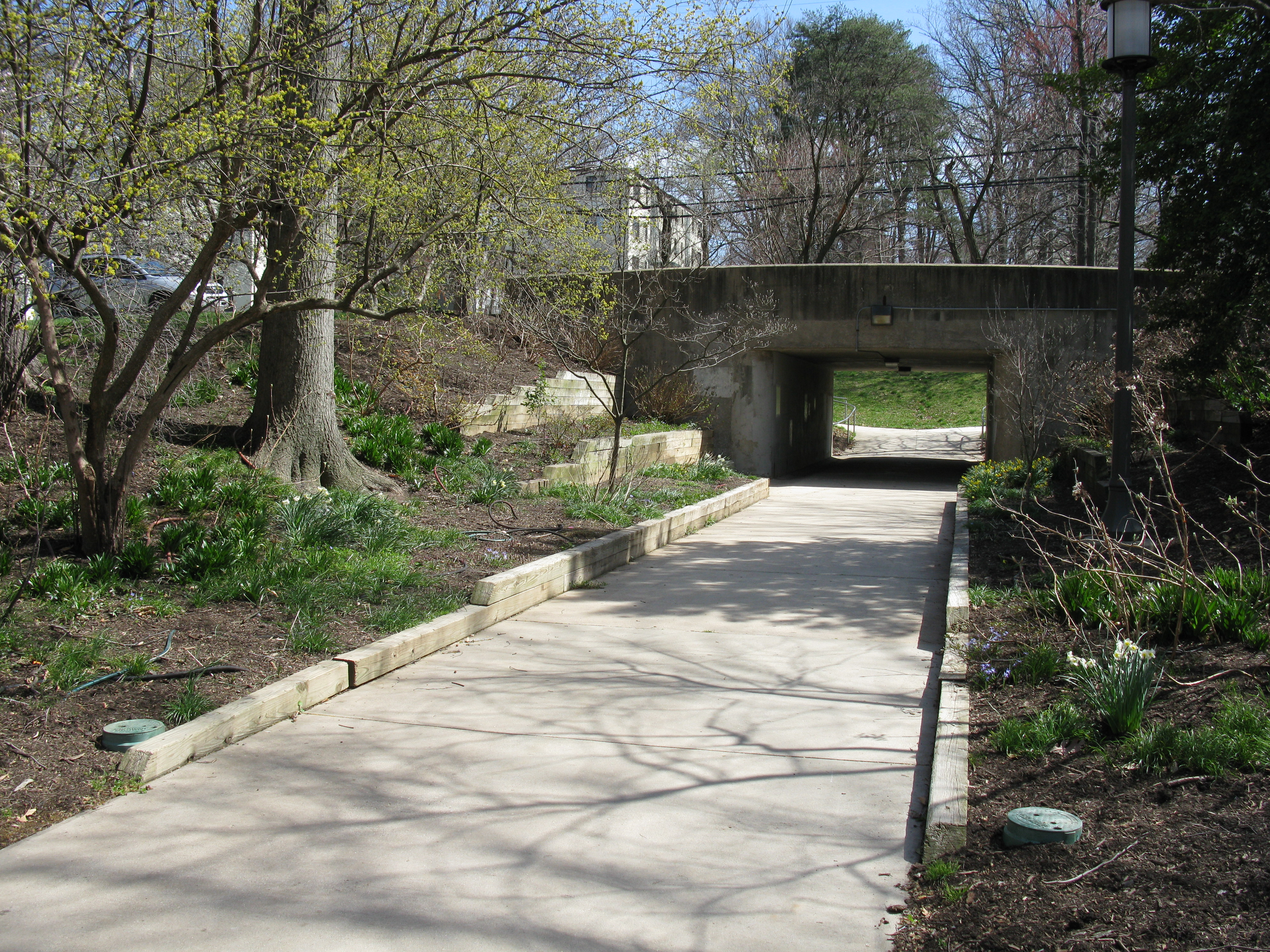
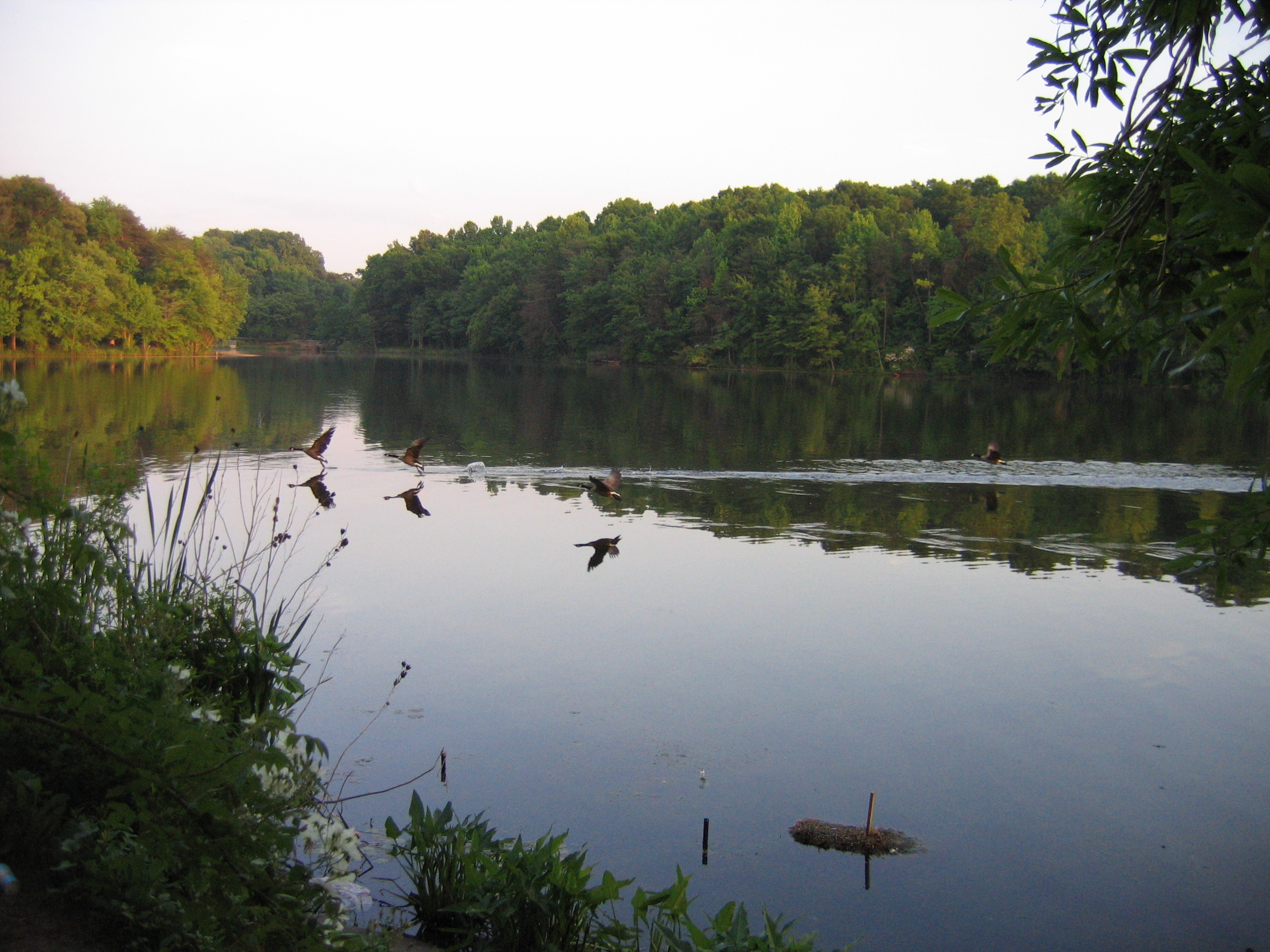
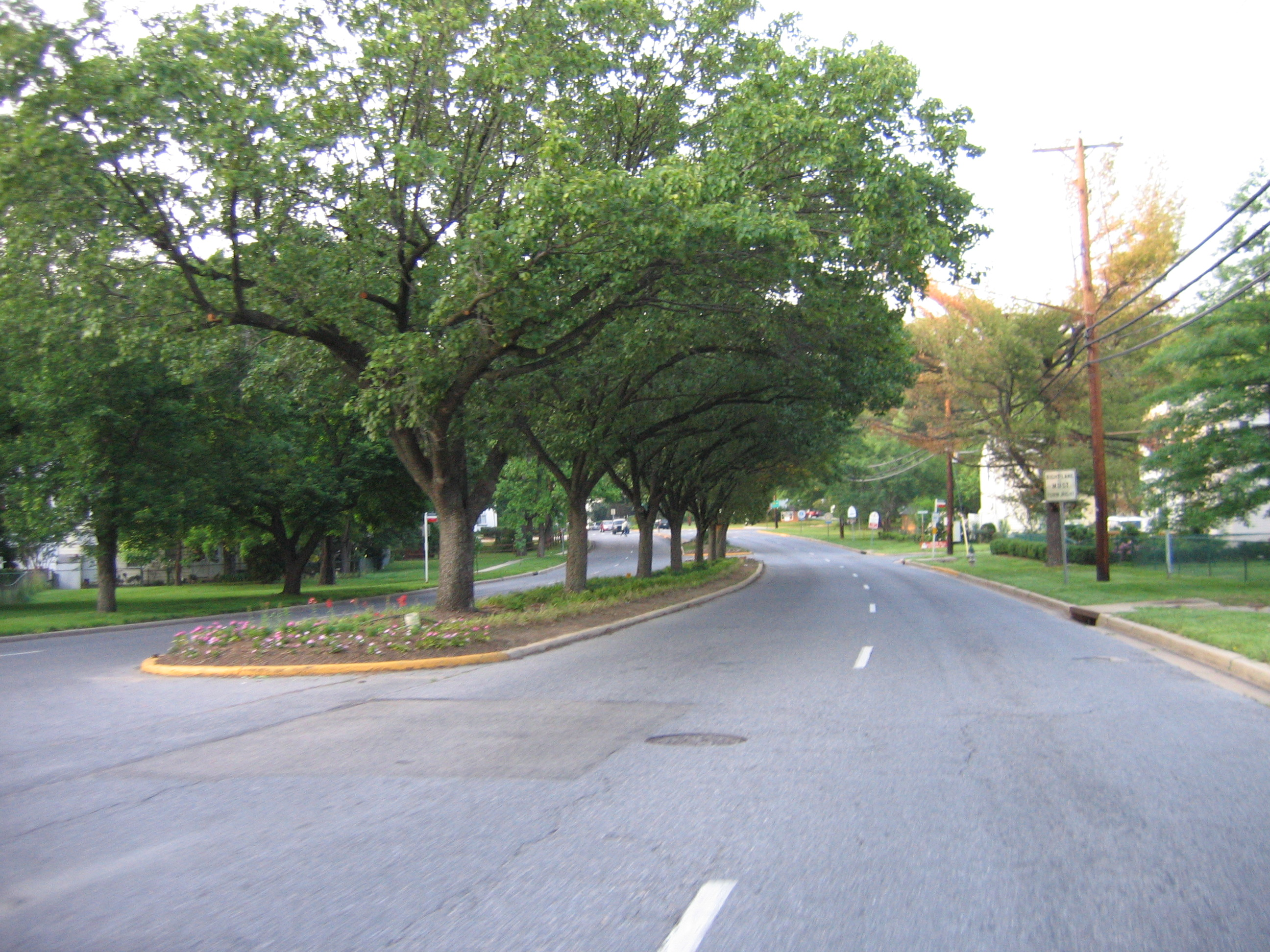
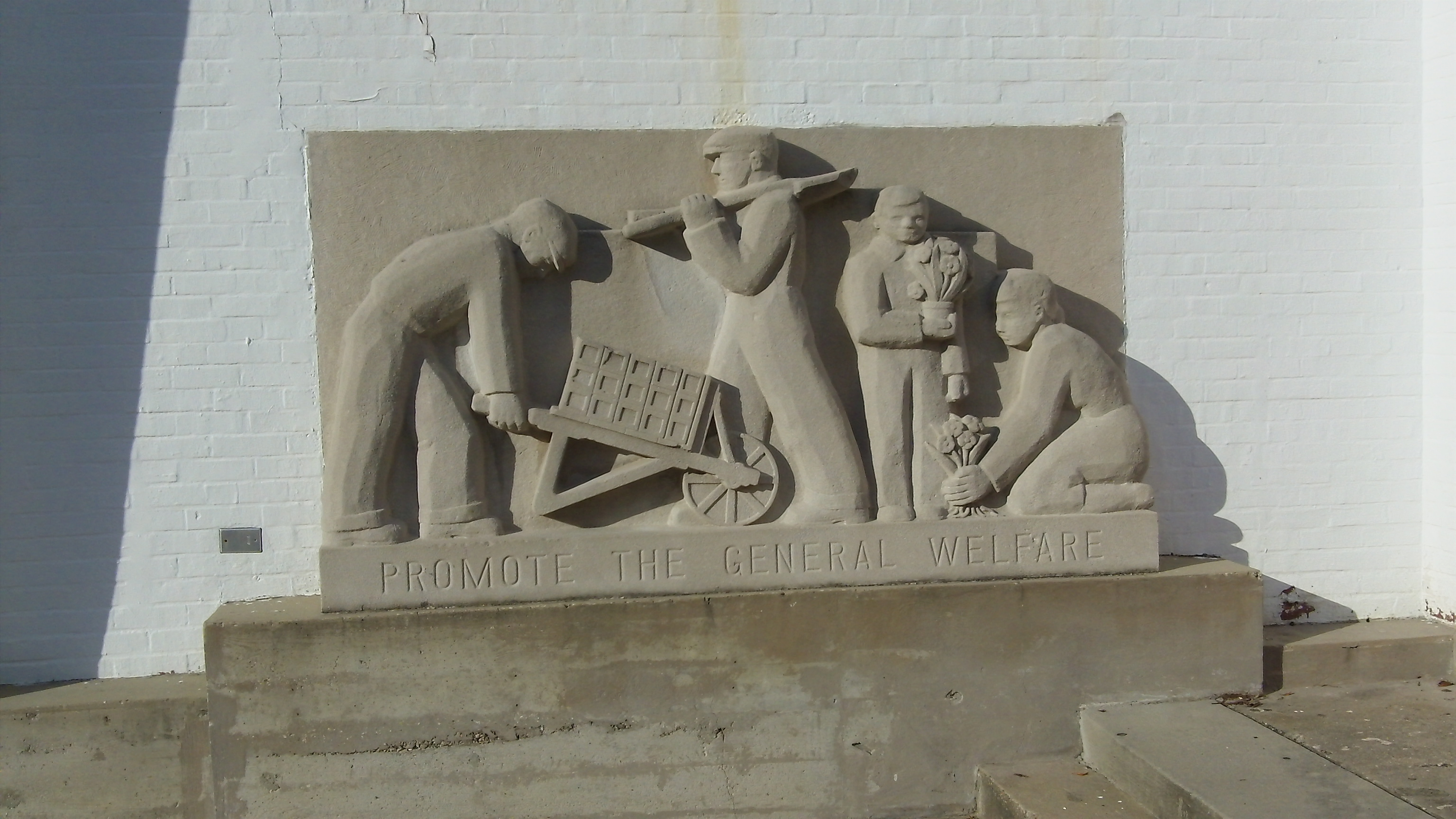